# Trichopteryx hyemata
Trichopteryx hyemata är en fjärilsart som beskrevs av Moritz Balthasar Borkhausen 1794. Trichopteryx hyemata ingår i släktet Trichopteryx och familjen mätare. Inga underarter finns listade i Catalogue of Life.